# 由良かな
由良 かな（ゆら かな、2003年11月30日 - ）は、日本のAV女優。HANAYA PROJECT所属。

## 略歴・人物
2022年4月、本中の専属女優としてAVデビュー。3作品に出演した後、メーカー専属から離れ企画単体女優へ転身。
趣味は歌う事、特技はギターを弾く事。ブラウスと吊りスカートの制服の組み合わせを着る機会が多い。
AVライターのさおりは「身長143センチの圧倒的な小ささでデビュー当時から注目された、ロリ界に舞い降りた超新星」と論評。「役柄や演技の幅も広く、かわいい妹から生意気なメスガキ、ハードに侵される美少女まで大興奮させられる」と評価している。
2025年5月4日には、埼玉県・しらこばと水上公園で行われたプール撮影会『TREND GIRLS撮影会2025』に参加。「機能美とスタイルを両立したスクールライクな競泳水着姿」でファンを魅了したことが報道された。
同年6月16日週FANZA動画フロアランキングで2024年に出演、発売した『福袋 円光タダまん 美少女生中出し18名収録 総尺40時間41分（2441分）』（First Star）が1位に上昇した。

## 作品

### アダルトDVD
- 新人 専属 18歳 身長143cm ミニマム敏感シンガー 中出しAV DEBUT（4月19日、本中）
- 18歳 身長143cmミニマム敏感シンガー第2弾! ナマで激イキッ! エクスタシーと同時の快感中出しSEX（5月17日、本中）
- ぼっち×おじ散歩 アプリで出会ったクラスでぼっちの子の誘惑に負けた中年オヤジは ラブホテルで何度も、何度も、中出しセックスしてしまった…（6月21日、本中）
- 彼有り女子のお家に凸// 「大好きな彼としている自宅SEXルーティンを悩める童貞君に素股まででいいので体験させてもらえませんか?」 女性経験ゼロ男子相手に普段のエッチを教えているうちにムラムラ…// マン汁ヌルヌルになりすぎちゃって「したくなっちゃった…かも…」 ヌルリンっ生挿入 (祝)筆おろし中出しSPECIAL（7月22日、赤面女子）
- 「お兄ちゃんのこと気持ち良くするバイト始めました」 バイトを禁止されている私がお兄ちゃんに相談したら【お兄ちゃんのことを気持ち良くするバイト】を提案されました。恥ずかしいことも多いけどお兄ちゃんは喜んでくれるし、私もバイト代がもらえて気持ちいいので続けてみようと思います。（8月9日、Hunter）
- 素人ブルマニア個人撮影映像 中出しブルマん娘（8月11日、フェチ眼）
- 「パパの赤ちゃんが欲しいの!」 小さすぎる連れ子とパパのいびつな愛の日常、そして中出しへと… 第2子（8月11日、ひよこ）
- 発情したメスガキ妹と近親相姦（8月26日、TMA）
- 日焼け跡が残る連れ子がドンピシャリ かな143cm（8月26日、I.B.WORKS）
- 素人女子大生の皆さんww 青空の下で脳がトロける超濃密ベロキス体験してみませんか? 舌を絡ませる糸引き涎ダラダラディープキスで高まっちゃって!? とにかくキスキスキス 生々しい接吻 中出しSEXww 3 真夏の大感謝特別編! 撮り下ろし極上女子大生6名+シリーズ歴代かわいい子8名!（8月26日、赤面女子）
- 秋葉原 J●のぞき部屋 裏オプ 生本番VIPルームサービス（9月1日、素人39）
- SNSでロリかわJ●(18歳)と出会った奇跡。 学校サボって昼間からオヤジと会う激カワ合法ロリ娘と唾液交換・首絞め・イラマ・ご奉仕中出し&3P、全部無料。（9月6日、素人JAPAN）
- きみは中出しなんてされないと思いながら僕に近付いてきた 2（9月2日、FIRST STAR）
- 素人ヘアヌード大図鑑 〜進学校に通う無毛女子●生編（9月13日、S級素人）
- ツキマトイ盗撮痴漢 6（9月16日、DOC）
- 引きこもる少女を、バチボコる。 ［12:29-17:13］ 病んでる不登校生徒をさらに地獄に落とす、強制精神崩壊ボコボコ教育（9月20日、ドグマ）
- 小悪魔挑発美少女（9月20日、MARRION）
- ちびっこ拘束激イカセ悪徳エステ 4（9月20日、ナチュラルハイ）
- トリプルミニマムトリプルパイパン! 無邪気すぎるこどもビッチーズ。（9月22日、ひよこ）
- 田舎に帰省した日焼け姪っ子姉妹（9月23日、TMA）
- どこでもフェラチオ美少女 2 10名（9月27日、S級素人）
- 円光タダまん えっちなおまじない（9月27日、FIRST STAR）
- 143cm●リ娘。 中出し、潮吹きセックス（10月4日、S-Cute）
- そばかすが可愛い無邪気なセフレちゃんと深夜デート! 乳首にリモバイ貼られて街中プレイ（10月4日、こぐま/妄想族）
- ロ●専科 幼性発見! 念願のちびっ子パイパンロ●ータ捕獲! かなちゃん143cm（10月5日、ロ●専科）
- ちっぱい美少女2人と学校さぼって 覚えたてのSEX ヤリまくり温泉旅行（10月6日、ひよこ）
- ゴミ捨て場 監禁ごみくず人形（10月18日、ドグマ）
- 背徳が興奮を倍増させる 禁断兄妹中出し近親相姦 ちびっ子パイパン かな（10月18日、姦乱者/妄想族）
- 由良かな レズ解禁 〜兄嫁に心奪われた私〜（10月20日、アイエナジー）
- 「謝らなくていいからスカートあげてパンツ見せてよ!」 無実なのにボクを疑った勘違い女がボクを睨みつけながら屈辱のパンツ見せ!当然ボクはフル勃起!（10月25日、Hunter）
- 大乱交合コン開催! 陽キャ美少女ビッチvsイケメン! 本能のまま、家中で精子とマン汁果てるまで生パコしまくり! 学内でも屈指の一軍JD2人組! 2（10月28日、赤面女子）
- 「先生の指舐めてたら興奮します」 普段は大人しい思春期女子生徒のとろける指フェラに理性が崩壊する家庭教師のボク!（11月8日、Hunter）
- W挑発美少女 美形スレンダーのエッチな娘たち（11月11日、ま○こ銀行）
- ザコチ●コの逆襲! 友人のくそ生意気なガキ妹をナマイキさせまくり! ミニマムマ●コに中出し激ピス! もうらめぇ…イきまくってるから…（11月15日、ABC/妄想族）
- えっ?コレが実習? ライフセーバー専門学校に入学したら男はボク1人! 水着女子がマウスtoマウス&心臓マッサージ実習するもんだから当然フル勃起!（11月22日、Hunter）
- デリヘル呼んだら妹が来た! 結果、お店に内緒で中出し本番セックスする事になる 6（12月5日、sister）
- 生中痴漢集団 5 潮吹きSP 中出し33発! 2枚組増量版（12月8日、ナチュラルハイ）
- 素人バラエティ おとといエッチを覚えたばかりのウブなJ○がローション素股体験! スカートの中でピチパン越しにデカチンの先っぽ3cmを挿入されて敏感な膣口を刺激された素人娘はデカチンをこっそり自分からナマ挿入! 子宮直撃の激ピスで未知なGスポットを貫かれ ハメ潮!潮!中出し合計10発!（12月8日、サディスティックヴィレッジ）
- 密かにムラムラAV盗み見で発情! 上京して大学から徒歩1分のアパートに一人暮らし!ボクは気が弱く無害だからクラスの女子が1人で『明日早いから泊めて!』とやって来る!当然、勇気がなくて手が出せないボク。だから夜中にこっそりAVを見ていたら…。興奮状態の女子!さらにボクの勃起チ○ポを見て発情!（12月13日、Hunter）
- 盗撮、家宅侵入、眠っている少女に覆いかぶさって…。 睡眠学習。 中出しで快感を植え付けられ続けた少女のカラダは…。（12月20日、無垢）
- 美少女 M女育成 集団輪姦倶楽部 【かな】 親からの愛に飢えている美少女は欲望剥き出しのキモデブおじさん専用SEXドール。（12月23日、I.B.WORKS）

- SOD性科学ラボ 美乳で評判の女子社員に執拗な乳首、おっぱい責めをしたらクリトリスやおま○こより感じてしまうほど乳首イキしてしまうのか!?（1月12日、SODクリエイト）※「早野結香」名義
- 女のイキツボ直撃レズエステ 5 乳首いじりとこねくり責めで拒絶しながらも絶頂をくり返す未開発のカラダ 増量スペシャル（1月12日、ナチュラルハイ）
- 女子●生限定 男女の友情は成立するのか!? ラップ1枚隔てて男友達チ○ポに素股体験させちゃいました♪（1月12日、アイエナジー）
- 部屋投稿 お家に誰も居ない隙にこっそりパイパンJ●自画撮りオナニー（1月17日、姦乱者/妄想族）
- 『一週間だけでいいから泊めてくれない?』 ワケあり女子(後輩、従姉、先輩の女…etc)と一週間同居生活でヤリまくり中出ししまくり生活! 2（1月24日、Hunter）
- 「ヤリたいならヤリたいって最初から言ってよ！私だってそのつもりで毎回ゴム持ってきてるし…」 「ごめんなさい。ヤリたいです!」 可愛い幼馴染にボクが一言「ヤリたい」って言えば済む話だったらしいのですが、そんなのわかりません!（1月24日、Hunter）
- パンツごと挿入発射! ♀「パンツの上からだったらおち○ちん挿れてもいいよ!」 ♂「本当に挿れていいの?」 ♀「パンツの上からだからね!」（1月24日、Hunter）
- 男湯で出会った痴女っこ 8 突然のベロちゅうと抱っこSEXで迫られ我慢できず何度も膣射（1月26日、ナチュラルハイ）
- 絶対に手を出してはいけないひよこ女子に媚薬まみれの極悪チ○コで鬼イラマチオ。 最狂全部盛りBEST! 1080分4枚組永久保存版也!（1月26日、ひよこ）※撮り下ろし部分に出演
- 風呂場でオナニー中にまさか全裸姿の妹が乱入!? 禁断の家庭内兄妹中出し近親相姦 2（2月5日、sister）
- 異常性欲者の叔父から幼い妹まなを守るために身代わりマ●コを差し出すお姉ちゃん かなちゃん（2月7日、山と空/妄想族）
- 「だって…義妹たちは連れ子だから…」 母は息子が毎日している2人の義妹へのレ×プを見て見ぬふり。 母の目の前でも義妹を犯す息子の暴挙は義妹だけにとどまらず、ついには母までもを犯す。（2月14日、Hunter）
- 唾液まみれで肢体を貪る親友強襲レズビアン 信じていた親友は私をつけ狙う下着泥棒でした（2月14日、ビビアン）
- 「誰にも見られませんように…」 無理やり上着の中を全裸にされて服を探し回る校内で遠隔イキさせられた大量失禁J○（2月23日、ナチュラルハイ）
- アナルのシワの数までハッキリわかる! ノーモザイク連続絶頂アナル見せオナニー 14（2月23日、アイエナジー）
- 身長145cm以下の小さい姪っ子が妙に懐いてくるので、(男の夢)こっそりエッチなお医者さんごっこ。 （お注射したらなまめかしい吐息にガマンできずお薬どぴゅどぴゅ中出し。）（2月23日、ひよこ）
- 「叔父さんに逢いにきました…。」 田舎暮らしの叔父さん大好きな姪っ子（2月24日、I.B.WORKS）
- 【超卑劣 追跡視点】キャンプ場で見つけた正義感強そうな女子●生を追跡夜這い睡眠姦ww（3月7日、FunCity/妄想族）
- こたつの中で彼氏の妹に媚薬手マンでイカされた快感が忘れられず追い媚薬をねだるキメレズ狂い女（3月9日、ナチュラルハイ）
- 自宅に呼んだ働くうぶ娘（配達員/介護士/家事代行）に下品なSEXを見せつけて巻き込み混合3Pを楽しむ変態カップル 2（3月9日、ナチュラルハイ）
- 「この部屋なんか股間がムズムズしてくる…」 ボクの恥ずかしい汚部屋に興奮を覚えた近所の女の子とその友達に芋づる式中出し!（3月14日、Hunter）
- パイパン田舎美少女 ～姪っ子を待ち伏せる叔父～ ちびっ子かな143cm（3月21日、姦乱者/妄想族）
- 「誰も知らない、2人だけの秘密。」 いちか と かな（3月21日、無垢）
- 真面目で断れない性格の女子マネが胸クソ部員に無慈悲な連続ピストン輪姦で未熟おま●こヒクつきアクメ 柔道部合宿レイプ（3月21日、FunCity/妄想族）
- 朝から晩まで中出しセックス 50 143センチ極小18才ロリ少女が朝晩に参戦! 由良かな（3月23日、アイエナジー）
- 素人ナンパバラエティ金欠ウブ女子○生ガチナンパ! 1cm1万円のギリギリディルドチャレンジ! 先っちょだけのつもりが極太ディルドに刺激され純情敏感おマ○コが欲しがり汁で膣奥までズブっと挿入! 早漏敏感おマ○コは快感に我慢できずに何度もお漏らし!（3月23日、サディスティックヴィレッジ）
- ちん舐め好きな素人娘たちダブルくちマ○コ贅沢おしゃぶり12名（3月28日、S級素人）
- デカちんちん研究! 『デカチンが皆にバレた!』 ボクのデカチンが1人のクラスメイト女子にバレてしまい『見せて!』と言われて見せたら大興奮! 口に入り切れないほどのデカチンを咥えてさらに大興奮のクラスメイト女子は… 咥えるどころかマ○コにも挿入!（3月28日、Hunter）
- 館内わいせつを邪魔する生意気な優等生が泣き出すほど膣奥メッタ突きFUCK 3（4月6日、ナチュラルハイ）
- 『お兄ちゃん黙っててくれるならイイことしてあげる…』 新しく出来た義父にぞっこんラブの妹が義父を誘惑してセックスしているのを見てしまった… 母を思うと黙ってられないが…。妹はボクの部屋にやって来て口止めをするためボクのチ○ポに手を伸ばし強引なフェラチオや誘惑にいつしかボクも興奮が止まらず…。（4月11日、Hunter）
- 素人美少女とリモコンバイブお散歩8ーSGN区編ー「もう我慢できません…//」人混みの中ビクビク震えてイキまくってしまう女子たち! 人生初の羞恥プレイでまさかのエロスイッチオン! 車移動中も大胆カーオナニー! 最後は近くのスタジオで心行くまで生セックス!（4月14日、赤面女子）
- 催眠種付け プロポーズ モンスター隣人に催眠アプリで娘が性奴隷にされて種付けSEXされまくっていた 由良かな（4月18日、無垢）
- 思春期ワレメぺろぺろ温泉旅行 【Wツルペタ姪っ子とデカマラおじさん】 由良かな 皆月ひかる（4月18日、MOODYZ）
- 小さなパイパン少●中出し ～性癖異常者の猥褻行為～ かな143cm（4月18日、姦乱者/妄想族）
- 子作り新婚生活 由良かな（4月20日、アイエナジー）
- アナルのシワの数までハッキリわかる! ノーモザイク連続絶頂アナル見せオナニー 15（4月20日、アイエナジー）
- 素人ヘアヌード大図鑑 ～都内大学病院勤務新人看護師編（4月25日、S級素人）
- 臭い・汚い・気持ち悪い 3K揃った体重100キロ越えのキモデブおじさんに無理やり犯●まくる超スリム制服美少女 4名（5月4日、素人39）
- 「学校も仕事もサボってみんなでエッチなことしよ!」 目が覚めたら部屋には見知らぬ家出少女たち! ハメを外して泥酔した翌朝、目が覚めると部屋には家出少女らしき女子○生… 話を聞くと酔ったボクを介抱してくれたらしいのですが、全員家出少女! しかもボクが強引にエッチした!? さらにこの部屋に住むと言い出す始末! そのお礼にエッチさせてあげる!と交換条件ハーレム乱交に!?（5月9日、Hunter）
- 女子校生 中出し20連発 由良かな（5月11日、アイエナジー）
- 部活顧問の尻揉みセクハラを拒むと、突然! 寝バックで突かれ自ら尻穴を見せるほど何度も膣イキさせられた新入女子部員（5月11日、ナチュラルハイ）
- マジックミラー号ハードボイルド 1cm1万円のギリギリディルドチャレンジ! 先っちょだけ… のつもりが極太ディルドに性欲を刺激され思わず膣奥までズボっと挿入! そしておま○こを押し広げられる人生初の快楽に発情腰ふり潮! 潮! 5（5月25日、サディスティックヴィレッジ）
- 由良かな SPECIAL BEST4時間（5月26日、TMA）※単体ベスト
- 叔父さんと2回目のえっち「ニコッ!」わかっているけどやめられない!!! かわいい姪っ子とイチャラブ中出し性交4時間（6月5日、GLAY'z）
- 性に目覚めたショートカット幼馴染2人をいっぺんに種付け雌フレにして3日間中出しSEXしまくった もなみ鈴 由良かな（6月8日、電脳ラスプーチン）
- 羞恥 新卒美少女を裸にして尻穴と膣穴の奥まで視姦する「セクハラ圧迫面接」危険日に中出しされたのに不採用にされ号泣! 2023春（6月8日、サディスティックヴィレッジ）
- パコ撮り No.91 身長143cmのミニマムで可愛らしいJ●に「ちょっとだけなら…♪」と言われたけど我慢できずに連発中出し! お掃除フェラから復活して再挿入後には顔射した!（6月12日、First Star）
- 地下アイドルを夢見る少女たちへ枕営業オーディション! 自己PR中にまたがり顔面騎乗クンニでオマ○コ感度チェック! クリ鬼舐め吸いで大失禁しまくり勢いでナマ中出しSEXヤッちゃいました!（6月20日、はじめ企画）
- 素人 × ハメ撮りシロハメ 4610LIVE出張! デカチンDEカップルNTR! 草食系彼氏 VS 絶倫AV男優（6月22日、サディスティックヴィレッジ）
- おもらしパンチラ誘惑娘 ～見せつけながらおもらししちゃう可愛くてスケベなJ○との同棲生活 由良かな（6月22日、フェチ眼）
- 先生はレズビアン?! 優しい家庭教師にマ○コが敏感過ぎて困っていると相談したばかりに早漏改善レズセックスをされてしまった敏感女子○生（6月22日、DANDY）
- 『全然足りない! 子供だと思って遠慮しないでいっぱい突いて!』 妹とお風呂に入っていたら、大人顔負けの激しいベロチュウしながらの抱き着きSEXしてくるもんだから当然、理性なんかブッ飛んで何度も何度も膣奥まで激しく突いて何度も中出し!! 2（6月27日、Hunter）
- 行列が出来る中出し中毒公衆便女 濃厚オヤジの追撃種付けプレス20連発大乱交 由良かな（7月4日、ワンズファクトリー）
- 思春期恥垢が溜まった男女性器! 夜の営みと性病リスク、円満愛撫テクニックを生徒同士のロープレ実習で学ぶ羞恥特別家庭科授業（7月6日、サディスティックヴィレッジ）
- 妻にバレるギリギリ逆NTR こっそりスカートの中で挿入し中出しするまで腰を振り続ける姪っ子J○（7月6日、ナチュラルハイ）
- 追跡中出し痴漢 5 ～女子○生グループを1日中尾行して全員犯す～（7月6日、ナチュラルハイ）
- 姪っ子痴女姉妹にだらだらのヨダレを飲まされ、逆3P小悪魔ハーレムで溺れてしまったボク 由良かな/市井結夏（7月11日、グローリークエスト）
- つきまとい 知らない人にはついていかないを守れなかった僕だけの可愛い娘（7月12日、First Star）
- 今からこの母子家庭を犯して壊します… 10数年前にレ×プした女が孕んだ愛娘のワレメを監禁中出し輪姦 森沢かな 由良かな（7月18日、MOODYZ）
- 素人娘の全裸図鑑 31  今時の女の子12名が恥らいながら脱衣していく様子をじっくり撮影した、変態紳士のためのヘアヌードコレクション（7月18日、かぐや姫Pt/妄想族）
- ひよこ5周年記念。マン肉とマン肉にチ○コが埋もれる至高のパイパン生素股! あふれ出した本物精子をローションがわりにそのままぬるぬるっと挿入しちゃって、思いっきり中出しさせられた…（7月20日、ひよこ）
- 渋谷華 レズ解禁身長差40センチのちっちゃい幼馴染にレズ開発された私 渋谷華 由良かな（7月20日、アイエナジー）
- 綺麗好きの彼女を女子禁制の男子寮に連れ込んだら、キモくて不潔な管理人に捕まってしまいボロボロになるまで汚された 由良かな（7月25日、かぐや姫Pt/妄想族）
- みんな大好きメスガキッ!! かな（8月1日、OFFICE K’S）
- パイパン貧乳姪っ子風呂場密室強姦映像（8月5日、GLAY'z）
- スケベ姪っ子にスカートもぐりクンニされ夫がいる至近距離でイってしまった叔母さんはレズられても拒めない 2（8月10日、ナチュラルハイ）
- 図書館で声も出せず糸引くほど愛液が溢れ出す敏感娘 28  J○友達丼中出しSP（8月10日、ナチュラルハイ）
- 「円周率 × 半径 × 女の子」の公式を使って借金で家なき子になりドラム缶に住まざるえない令和版かぐや姫の解を求めよ 由良かな（8月15日、山と空/妄想族
- カバンの穴【140cm】片親ボストンバッグ娘 由良かな（8月15日、ドグマ）
- アナルのシワの数までハッキリわかる! ノーモザイク連続絶頂アナル見せオナニー 17（8月24日、アイエナジー）
- 素人ナンパ 新大久保でみつけたウブな女子校生に18cmメガチ○ポを素股してもらったら、こんなにヤラしい事になりました。（8月24日、アイエナジー）
- 最強属性 60 由良かな（8月25日、最強属性）
- 愛液出まくり! 女子○生のイキ過ぎピストンディルドオナニー 2（9月1日、OFFICE K’S）
- 身長も顔も10年前から全く変わっていない超童顔幼馴染と青春取り戻すタイムスリップえっち。（9月5日、こぐま/妄想族）
- 緊縛解禁 エビ反り吊り3Pセックス、ハード緊縛調教 由良かな（9月7日、ナチュラルハイ）
- ひよこ5周年記念。絶対に逆らえない（弱い）立場のひよこ女子に真正ナマ派中出しおじさんが出会ってしまった… 2（9月7日、ひよこ）
- ロングスカート女学生痴漢 初イキ潮でびしょ濡れになるまで制服を汚しまくれ!（9月7日、ナチュラルハイ）
- アパート大家の娘はクッソ生意気な思春期メスガキ「ざぁこざぁこ♪ソーローよわよわち○ちん♪」僕の部屋に侵入してはおもちゃみたいにチ○ポ弄って小アクマ搾精してくるのに抗えない 由良かな（9月12日、アリスJAPAN）
- 『私たちでSEXの練習しちゃいなよ! 何度失敗してもいいよ! エッチして元気出して』 ホスピタリティ溢れる超優しい幼馴染が童貞で悩んでいるボクに愛の手を!（9月12日、Hunter）
- 駅弁露出 抱っこSEXが大好き!! パイパン微少女をパンパンパンパンパン!（9月21日、SUN）
- 唾液ダラダラ! 愛液ドロドロ! 黒髪女子○生を粘着なめくじクンニで惚れさせるレズ汁痴漢 4（9月21日、ナチュラルハイ）
- アナルのシワの数までハッキリわかる! ノーモザイク連続絶頂アナル見せオナニー 18（9月21日、ナチュラルハイ）
- 元バイト先の同僚ストーカーに狙われる美人女子大生中出し鬼畜レ○プ 由良かな（10月10日、ボニータ/妄想族）
- 「お兄ちゃん… コレって悪い事じゃないの?」「しっかり皮も剥いて洗えよ」「なんか大きくなってるよ…」「白いの出てきたら全部飲めよ」「う、うん」 妹は小さい頃からボクのいいなり。2（10月10日、Hunter）
- おま●この形状まるわかり! 薄いパンツの上からマン汁ぬるぬる透けオナニー 10（10月10日、かぐや姫Pt/妄想族）
- 団体さま歓迎ソープランド 素人専門リンカン学院（10月12日、ナチュラルハイ）
- 原液J系塩対応コスプレイヤー 中出しオフパコわーくまん（10月15日、ロータス）
- （ちびっこ敏感ワレメを）媚薬オイルマッサージ 身動き出来ない固定バイブで痙攣アへ泣き拘束レ×プ 150cm以下ミニマム女子を鬼イカせ 4名（10月17日、MOODYZ）
- ちびっこ女子限定のムレムレ黒パンストJ系まんぐりイキ我慢チャレンジ! 電マ & 指マン刺激に耐えてポーズ10分間キープ出来たら100万円! 罰ゲームは連続お漏らし痙攣が止まらない敏感ワレメちゃんにデカチン激ピストン種付けプレス!（10月17日、はじめ企画）
- 母娘緊縛 親子丼調教 紗々原ゆり/由良かな（10月24日、グローリークエスト）
- ノーハンドフェラは奴隷の証! 9  手を使わずにフェラチオする11人の素人娘（10月24日、かぐや姫Pt/妄想族）
- レズらせ強要痴漢 友達同士で手マンさせられイキ漏らすJ○2人組（10月26日、ナチュラルハイ）
- 地方局人事の非コンプラ行為 女子アナ志望リクスー就活生おやすみ生刺し喰い（10月27日、ハラスメント）
- 「やばい! オマ●コイッちゃう!」 ロ●系女子●生15人がカメラ片手に小さな手でくちゅくちゅマジイキ連発! ちっちゃな幼穴がマン汁でびちょ濡れ! 自画撮り投稿オナニー4時間（11月5日、GLAY'z）
- 純真無垢 黒髪セーラー服パイパン美少女中出し性交4時間（11月5日、GLAY'z）
- 女教師レズビアン雌奴隷 ～悪魔のような美少女の微笑みマゾ調教～ 月野かすみ 由良かな（11月14日、ビビアン）
- オジサン嫌いなイマドキ女子2人組がオジサンとオフパコでキモがり逆ハメ撮り実況 こっそりゴムを外され、まさかの生チ〇ポで激イキ絶頂→気持ちよすぎてオジサンに完全敗北。マジ逝きまくりで理解らせられW完堕ち。 由良かな 雅子りな（11月14日、ROOKIE）
- マラ喰い童顔ナース ギアチェンジ騎乗位と緩急自在の焦らしでチ〇ポを生殺しにする逆レ〇プ（11月14日、BAZOOKA）
- 『私でよかったらキスの練習くらいさせてあげるよ…』 キストレさせてくれるエロ優しい義妹!（11月14日、Hunter）
- 串刺し拷問 犯罪的ミクロ少女 由良かな（11月21日、ドグマ）
- 女王様はロリ専科 由良かな（11月21日、犬/妄想族）
- 風呂場で性的な誘惑をしてくる妹との近親相姦わいせつ映像（11月21日、姦乱者/妄想族）
- どこでもおしっこ! 素人娘の大放尿33人 スロー再生でじっくり鑑賞できるマニア向け映像 8（11月21日、かぐや姫Pt/妄想族）
- 媚薬オイルでロリチク開発 アヘ潮ダダ漏れサロン（11月23日、ナチュラルハイ）
- アナルのシワの数までハッキリわかる! ノーモザイク連続絶頂アナル見せオナニー 20（11月23日、アイエナジー）
- 習い事の生徒と中出し性交遠征ホテル 小さな胸のあざとすぎる誘惑に耐えきれず犯し続けた。（11月27日、MERCURY）
- 友達の妹が清純そうに見えてクソ生意気なメスガキだった! 敬語で「ざこち●ぽですねぇ」と罵られて大人のプライドを打ち砕かれて逆レ搾精されまくった 由良かな（11月28日、かぐや姫Pt/妄想族）
- 『バレずにイケる?』教室でスカート内ちょいハメSEX! エッチな女子〇生の間で流行ってます!（11月28日、Hunter）
- 小生意気なちびっ娘にロリコンM男が身も心も好き勝手される！メスガキ逆レ生活 由良かな（12月8日、アリスJAPAN）
- 父兄惨姦日 【鬱鬱鬱鬱勃起NTR】僕は生活費のため妹が強●されるのを目の前で見る。 由良かな（12月19日、ドグマ）
- 種付け特化 孕ませ中出し 由良かな（12月26日、ボニータ/妄想族）

- ミニマム妹系ギャルJの放課後陽キャSEX 由良かな（1月2日、バビロン/妄想族）
- ノーハンドフェラは奴隷の証! 10 手を使わずにフェラチオする11人の素人娘（1月2日、かぐや姫Pt/妄想族）
- 街行く素人お嬢さん! 乳首オナニー見せてくれませんか? 26人!（1月9日、Hunter）
- サエない僕に同情した女子校生の妹に「擦りつけるだけだよ」という約束で素股してもらっていたら互いに気持ち良すぎてマ○コはグッショリ!でヌルッと生挿入! 「え!? 入ってる?」でもどうにも止まらなくて中出し! 16（1月11日、アイエナジー）
- 毎晩わたしに悪戯しにくるおじさんへ… これで最後にしてください。パイパン少○睡眠孕ませレ○プ（1月23日、姦乱者/妄想族）
- 白濁愛液ベットリ!! 素人娘が初めての黒ディルドオナニー (6)（2月1日、OFFICE K’S）
- オナサポ!! 女子○生 着衣で全裸で挑発的ダンス 5（2月6日、かぐや姫Pt/妄想族）
- 寝ている女子校生の妹にイタズラしていたら逆に生ハメを求められて、もう発射しそうなのにカニばさみでロックされて逃げられずそのまま中出し! 10（2月8日、アイエナジー）
- 誰もいないと思っていた混浴温泉で両刀使いの美淫女にカップル共々イカされ続け強制寝取られ3P VOL.2（2月8日、DANDY）
- 放課後パイパンデカちん遊び（2月12日、MERCURY）
- 【完全主観】「何かして欲しい事ある?」 超可愛いクラス委員長の無意識密着看病でどんどん元気になるボクの股間! お言葉に甘えてエッチなお願いしたら…（2月13日、Hunter）
- 上京したての家出娘をヤリ部屋に泊めてヤリチンたちがローテーションで10時間連続で何度も何度もハメたら人格崩壊イキ! 2（2月13日、Hunter）
- 街で見つけた女の子に童貞君オナサポ!! 懇願のはずが… 素人娘がM男君を責める人生初の痴女プレイ 連続射精 & 生ハメ筆下ろし（2月15日、ピーターズ）
- 腹黒女の壊しかた ～生徒会長・平井栗子の場合～ 実写版 最低最悪のクズ性悪女を徹底的にレ×プ! レ×プ!! レ×プ!!!（2月20日、MOODYZ）
- 「…早く行こ? おじさん達が待ってるよ…」 オジサンに会いに行く少女たち ことねとかな（2月20日、無垢）
- 【個撮】どこでもフェラ 14 11人（2月20日、かぐや姫Pt/妄想族）
- 真正中出し映像集 第1回作 全て正真正銘本物ザーメン避妊具なしの生姦セックス4名 計15発（2月22日、なまなま）
- アナルのシワの数までハッキリわかる! ノーモザイク連続絶頂アナル見せオナニー 23（2月22日、アイエナジー）
- 140cm台のミニGALレイヤーと交尾 & 顔射（2月27日、MERCURY）
- おじさん、やめて 防衛本能ゼロの少女に起きた、ひみつでキモチいい経験。由良かな（3月5日、桃太郎映像出版）
- 隣の部屋にパパがいるのに全裸でおじさん部下に迫りベロチュウ騎乗位で強制中出しさせるちびっこ痴女 泉りおん 由良かな（3月7日、電脳ラスプーチン）
- 素人娘の全裸図鑑 34 今時の女の子11名が恥らいながら脱衣していく様子をじっくり撮影した、変態紳士のためのヘアヌードコレクション（3月12日、かぐや姫Pt/妄想族）
- 素人ナンパでセンズリ鑑賞 18 見るだけでいいんです! だからちょっと僕のチ●ポ見てもらえませんか?（3月12日、かぐや姫Pt/妄想族）
- ガチ恋粘着ピーピング 山梨市 エスカレーター系A 低身長 拉致 貧乳 ドラッグ 襲撃レ×プ お漏らし 睡姦（3月19日、山と空/妄想族）
- 口内射精後に押し込みイラマごっくん店員たちに万引きの濡れ衣を着せられた純朴女子〇生（3月20日、ナチュラルハイ）
- 軽音喉汁まみれドM歌姫（3月31日、唾鬼）※「桜井あん」名義
- おじいちゃん子 ～孫は目に入れても痛くないが穴に入れたら気持ちいい～ パイパンかな143cm（4月5日、GLAY'z）
- めちゃ小さすぎる女の子2人の警戒心皆無の無邪気な笑顔に欲望を堪えきれず… パイパンワレメに無理めな巨大チ●ポをねじ込んでグッタリするまでハメ続ける【非常階段でイタズラした変態男の記録】（4月9日、全日本カメコ協同組合/妄想族）
- おじさん、今何してるの? 暇なの? わたしと遊ぼっニコッ笑顔で突然話かけてきた女の子に誘われて… かな（4月16日、姦乱者/妄想族）
- 素人なのにディルドオナニーで激しく感じちゃう一般人娘 12（4月16日、かぐや姫Pt/妄想族）
- いけないおもらしごっこ 由良かな（4月25日、RADIX）
- 素人バラエティ 耐えたら賞金! ダメならデカマラ即ハメ! 女子大生ガニ股顔面騎乗クンニチャレンジ! 敏感なクリの皮を剥かれデロデロに舐められ膣穴に舌を捻じ込まれガックガック絶頂イキ潮噴出しまくり!!

発情ナマオメコに、中出し合計7連発! 6（4月25日、サディスティックヴィレッジ）※配信版は3月20日先行リリース。
- パクっとしたいな いけない放課後 Episode2 feat.FALENOTUBE（4月25日、FALENO TUBE）
- 眠剤混入悪徳エステ 拘束開発鬼イカセ 3（4月25日、FALENO TUBE）
- 日焼け美少女汚部屋連れ込みわいせつ（4月26日、I.B.WORKS）
- 金曜 午後9時 補導前 あどけない顔の背の低い美少女から秘密の相談。キス以上の不純異性交遊を初めて会った男とシ尽くしてクラスの誰よりも淫乱になった話。（4月27日、First Star）
- 口の中の感触をじっくりと味わう、優しいスロ～フェラチオ (3)（5月1日、OFFICE K’S）
- カーシェア密会映像 欲求不満パート妻と雇用主の消し忘れ密会の一部始終（5月3日、ゲッツ!!）
- 愛する彼女がカルト教団の教祖に洗脳されて、信者専用中出し便器になるまで堕とされた 由良かな（5月7日、かぐや姫Pt/妄想族）
- 「潮・小便・唾液」が日常的に溶け込んでいる世界! 常に体液を飲ませ続けてくる僕専用お漏らし失禁メイド! 由良かな 千石もなか（5月7日、グローリークエスト）
- どっちも彼女な三角関係 由良かな 雅子りな（5月7日、S-Cute）
- 女●●生の姉たちと男はボク1人の王様ゲーム 由良かな 和久井美兎 琴石ゆめる 愛夢みり 天野花乃（5月9日、アイエナジー）※配信版は4月19日先行リリース。
- メスガキリナちゃん つるぺた少女に『負け犬NTRザコチ〇ポ!』 と罵られた逆上チ〇ポで中出し三昧! 由良かな（5月21日、無垢）
- 美少女魔導師フ●ーレン＆フェ●ン×Wギロチン中出し集団輪姦 × 大量ザーメンぶっかけ かな & こなつ（5月24日、TMA）
- 甘えん坊のおじさんって超カワイイ! 学校帰りにナンパした制服美少女の皆さん! お父さんよりも一回り以上年上のおじさんにプルンプルンのピンク色の乳首をチューチュー吸わせおち○ぽよちよち甘やかし射精させる授乳手コキに挑戦してもらえませんか!? バブみを感じガチ勃起したおじさんチ○ポをそのままワレメにぬぷっっ! そのままドッピュドッピュ連続中出しセックス!!（5月24日、赤面女子）
- どこでもおしっこ! 素人娘の大放尿28人 スロー再生でじっくり鑑賞できるマニア向け映像 9（6月4日、かぐや姫Pt/妄想族）
- 下校少女連れ去り監禁ガンギマリ肉便器 2（6月6日、ナチュラルハイ）
- 裏垢女子オフパコこれくしょん（6月6日、SODクリエイト）※配信版は5月7日先行リリース。
- 帰ってきたペニバト!! 咲野瑞希 新村あかり 永野つかさ 由良かな（6月20日、ROCKET）※配信版は5月20日先行リリース。
- 素人なのにディルドオナニーで激しく感じちゃう一般人娘 13（6月25日、かぐや姫Pt/妄想族）
- 山間の温泉旅館で遭遇した奇跡！とても愛らしい修学旅行生たちといっぱいエッチな思い出作っちゃいました。（7月9日、Hunter）
- ヨッちゃんはバカじゃないもん! ちょっと性欲が我慢できないだけ…大っきなお兄ちゃんの押しつぶしピストンでマ○コぶっ壊される妹 （7月11日、電脳ラスプーチン）
- 肉達磨マゾ少女潮吹き受精 桜井あん（7月14日、唾鬼）※「桜井あん」名義
- おま●この形状まるわかり! 薄いパンツの上からマン汁ぬるぬる透けオナニー 12（7月16日、かぐや姫Pt/妄想族）
- 親に内緒で遊んだ夏 日焼け跡の●学生 こずえ かな らん（7月23日、Million）
- 妻と2人で暮らす新居に僕の妹が通学のため強引に同居してきた。妹は僕に気があるみたいで全力で誘惑。毎日抜いてきてボクらの家族計画を阻止してくるのです…! 毎日そんなことをしてきて僕も妹に我慢できなくなり。（7月23日、Hunter）
- ノーハンドフェラは奴隷の証! 12 手を使わずにフェラチオする11人の素人娘（7月23日、かぐや姫Pt/妄想族）
- いただき女子かなチャン 由良かな（7月30日、マザー）
- 美少女戦士セーラーぺティート（8月9日、GIGA）
- 野ション女子○生連鎖開脚拘束おしっこ噴射 3（8月9日、電脳ラスプーチン）
- シロウト女子○生真正中出しナンパ! 非ヤリマンの清楚J○を無茶して口説いて生パコGET! 3 【6人収録全員クソエロかわいい保証】 透明感抜群! 白くてモチモチの美白編（8月9日、赤面女子）
- 「女風に来たなら本番っしょ!」 セラピストにマッサージ中に本番生ハメされてチン惚れ! 都合のイイ女になって何度も生中出しされる超マンザコギャル女（8月12日、First Star）
- 顔よりデカい巨マラを連続ぶちこまれる6P乱交SEX中年男たち集団挿入→悲鳴アクメ無視して鬼ピストンしていたらグッタリして動かなくなりました（8月13日、同人AV倶楽部/妄想族）
- 何気ない日常に舞い降りたうっかり女子が巻き起こすスケベ過ぎるエロい1日! うっかり天然女子に奇跡の遭遇でラッキースケベ体験!（8月13日、Hunter）
- 突然出来た5人の義娘が全員ギャルの大家族!! 朝から晩まで誘惑してくる5人のギャル義娘とヤリまくり中出しさせられまくり新婚性活!（8月13日、Hunter）
- 生々しい日焼け跡の残る本物●学生の即尺で何度でも発射し放題。売られてきた美少女の幼いベロにチ〇ポご奉仕させる置屋レ×プ（8月13日、REAL）
- ちっぱい娘おしゃぶりパイ擦り射精（8月15日、プリモ）
- Mドラッグ 女体肉便器 由良かな（8月20日、ドグマ）
- 「気弱な子と思ったのに…」 挿れる前に射精したショボい変態オヤジを指いじり射精させる痴女子〇生（8月22日、DANDY）
- ちっぱい女子旅 プライベートでも仲良しだけど2人きりでデートして、お風呂に入って、たくさんキスしたら…好きが溢れました。 希咲那奈 由良かな（8月22日、凸凹はぁと）
- ピーピングトム 覗き見デバガメおじさんとメスガキちゃんたち つるぺた姪っ子ちゃんたちによる不品行お仕置きエッチ（9月3日、桃太郎映像出版）
- しーっ声出さないで!! 「あんっダメっ無理だよ…我慢できないよ… ママにバレちゃう…」●学生とアポなし中出し性交（9月5日、GLAY'z）
- 最下層のWクソマゾ女 メス豚頂上対決 清巳れの 由良かな（9月17日、グローリークエスト）
- 【完全主観】同じ団地に住む「大人のえっち探検隊」のチビッ子たちにターゲットにされたボク。エロ動画と挿入オナニーで予習バッチリ。（9月24日、Hunter）
- エロ過ぎるソロキャンGALとテントで数珠繋ぎ中出しFUCK! 都内では絶対に相手してくれないギャルとほぼほぼヤリまくり! 中出ししまくり! 320分!（9月24日、Hunter）
- だれとでも定額挿れ放題! 高速バス編 バス＆ランド共通年間パスポートで挿れ放題! 挿急バス株式会社と伊藤穂観光株式会社は「ナカダシマスバーラント」全日用パスポートに「高速バス年間パスポート」がセットになった「バス & ランド年間共通パスポート」をお持ちの方は勿論、そのお連れさまもお得にバスガイドにも女性客にも乗り放題!（9月24日、Hunter）
- 「おじちゃん… これってダメな事じゃないの? 先生が言ってたよ。」 大丈夫だよ力を抜いておまたを広げてごらん。「こっこうかな?」 隣の貧乳パイパン少●は断れない女の子… ママに内緒の気持ちいいパイパン中出し性交（10月5日、GLAY'z）
- 闇サイトで裏取引されるパイパン貧乳少●売買淫交わいせつ（10月5日、GLAY'z）
- 蔵の中で緊縛調教される女子○生 接触禁止の祖父を訪ねてしまった孫娘。狂った愛欲の縄凌辱が続く地獄の二日間 由良かな（10月8日、グローバルメディアアネックス）
- オナサポ!! 女子○生 着衣で全裸で挑発的ダンス 8（10月8日、かぐや姫Pt/妄想族）
- ナチュラルハイ25周年記念作品 合宿羞恥 2  チア部女子たちを集団オナニーで言いなり化して大乱交SEX（10月10日、ナチュラルハイ）
- 小柄で可愛い天使の発情誘惑 圧倒的カワイイ4人の天使と主観のお遊戯フェラえっち! 2SEX 4フェラ 中出し2発 合計6発射（10月12日、First Star）
- 童顔ツルマン奥さん構ってくれない旦那に当てつけ不倫交尾…のつもりが本気でイキまくってしまった! パイパン童顔エロ妻 かなさん 20歳（10月15日、あたご屋/エマニエル）
- 孕ませ特化【中出しザーメン15発】身長140cm台極ミニマム美少女レイヤーを【確実妊娠 & 中年カメコと結婚させます】キモおじたちの巨根が小ワレメ連続挿入【オマ〇コぶっ壊れて失禁潮吹き17回】6P大乱交SEX2本立てSP（10月15日、全日本カメコ協同組合/妄想族）
- 白昼少●孕ませレ●プ（10月15日、姦乱者/妄想族）
- どこでもおしっこ! 素人娘の大放尿25人 スロー再生でじっくり鑑賞できるマニア向け映像 10（10月22日、かぐや姫Pt/妄想族）
- 今日の獲物はこの母娘 24時間居座りレ●プ 01（10月22日、ボニータ/妄想族）
- どこでもおしっこ! 素人娘の大放尿25人 スロー再生でじっくり鑑賞できるマニア向け映像 10（10月22日、かぐや姫Pt/妄想族）
- ヤリマン義妹の脱ぎたてパンツの匂いを嗅いでいるのが見つかって怒られるかと思ったら…「そんなに好きなら直接嗅いでみる?」 どこでも顔騎されるようになりました（10月24日、DANDY）
- エロっ子たちに川の字で両乳首をイジられ身動きできず常にペロペロ舐められながら何度も射精させられた（10月24日、ナチュラルハイ）
- 日焼けあと美少女プール羞恥（10月24日、ナチュラルハイ）
- Aカップ貧乳パイパン美少女 由良かな 4時間（10月25日、I.B.WORKS）※単体ベスト
- 白濁愛液ベットリ!! 素人娘が初めての黒ディルドオナニー (7)（11月1日、OFFICE K’S）
- 和とみやびの緊縛館 おとなあそび Vol.15 由良かな（11月7日、和とみやびの緊縛館）
- 女子○専科 乳首狩りオニごっこ ～集団乳首レイプ～（11月12日、犬/妄想族）
- ソロキャン女子は、キャンプ場で目があった男のチ○ポを物色! 男に助けを求めては逆ナンしてテントに忍び込んで即FUCKを求める!（11月12日、Hunter）
- オジサンの事を見下している生意気な少女達を理解らせWレ×プ あかり かな（11月19日、無垢）
- 「おにいちゃん! 隠れてても見えてるよ! 入っておいで～!」 入浴中の妹をこっそり覗いてたら勃起がモロバレ! 近親兄妹風呂（11月19日、姦乱者/妄想族）
- おじさんといっしょ。ママと喧嘩した家出○女が変態おやじの脈打つ肉棒に飼い慣らされるまでの記録 由良かな（11月26日、JUMP BEYOND）
- 【修学旅行の思い出は初めての乱交】背伸びしたがるメスガキたちが修学旅行でハメ外しまくりヤリまくり乱交! 中出ししまくりの修学旅行は最高の思い出!（11月26日、Hunter）
- 愛液出まくり! 女子〇生のイキ過ぎピストンディルドオナニー (3)（12月1日、OFFICE K’S）
- 女子校●のぞき倶楽部 本番NG娘を媚薬で無理矢理発情させて生ハメ中出し（12月1日、OFFICE K’S）
- 恥じらう素人娘たちの生おっぱいモミまくり!! (6)（12月1日、OFFICE K’S）
- 女子校●のぞき倶楽部 本番NG娘を媚薬で無理矢理発情させて生ハメ中出し（12月1日、OFFICE K’S）
- 有名女優のOFF SHOT SEX SPECIAL 実はこんなプライベートSEXしてました。（12月3日、MAX-A）
- キミだけに語りかけ! ロ●っ娘15人! オマ●コぴちゃぴちゃ指入れ自画撮りオナニー4時間DX vol.17（12月5日、GLAY'z）
- 働くオンナの見せつけ挑発ダンス（12月10日、うさぎ/妄想族）
- 下着メーカーの社員旅行は超乱痴気騒ぎ! 社員全員飲みすぎて、見ず知らずの旅行客も巻き込んでハメ外しまくってあっちこっちと色々な部屋で大乱交! 一度始まったらもう止まりません!! 中出ししまくってます!（12月10日、Hunter）
- 「ご褒美チ○ポがあれば練習頑張れます!」 合宿所のバイトは超多忙! だって女子陸上部の息抜きはボクのチ○ポだけだから! 2 親戚が経営する合宿所でバイトするボク。今日も汗臭い男の世話か～と憂鬱になっていると、やって来たのは女子陸上部!?（12月10日、Hunter）
- 若妻Z世代 野外中出し交尾 由良かな（12月12日、センタービレッジ）
- ナチュラルハイ25周年記念作品 再会中出し羞恥2024 完全撮り下ろし2枚組8時間 特大号!!（12月12日、ナチュラルハイ）
- 銭湯レズ連鎖羞恥 3  いいなりウブ娘を利用した芋づる式レズ計画（12月12日、ナチュラルハイ）
- 欲望の森 まいごの全裸少女を森で見つけて性欲が抑えられない 由良かな（12月17日、ドグマ）
- レンタル女子○生【ルーズソックススペシャル】最高にエロい女子〇生とイキまくりSEX 制服・中出し・ハメ撮り・個撮・ルーズソックス（12月24日、ホームルーム/妄想族）
- 【G1】リリーポップ おもらしヒロイン精神崩壊（12月27日、GIGA）

- テスト前に泊まり込みで勉強会をする妹とそのお友達。勉強に集中するあまりの油断しまくり純白パンチラと、部屋中に充満する10代の甘酸っぱい香りで、僕のチ●ポは我慢の限界を迎える!（1月1日、OFFICE K’S）
- 密閉チ●ポ・ハーレム射精管理 ～息吹きかけただけでイっちゃいそうな早漏ペ●スを枯れ果てるまで集団無限責め～（1月1日、OFFICE K’S）
- 物凄く敏感なビンビン乳首なのにイキ我慢させられる素人娘。（1月1日、OFFICE K’S）
- ハーレムでヘブン状態!! 視線が気持ち良すぎるセンズリ見せつけ倶楽部 (2)（1月1日、OFFICE K’S）
- FANZA同人コミック21万DL越えの大ヒット作品! 実写版! 男友達のような俺の幼馴染が、ヤリチンによってメスにさせられる話。 由良かな 美園和花（1月7日、Fitch）
- 濡れてテカってピッタリ密着 神スク水 由良かな  可愛い女子のスクール水着姿をじっとりと堪能! 着替え盗撮から始まり貧乳から巨乳にパイパン、ハミ毛、ジョリワキ等のフェチ接写やローションソーププレイやスク水ぶっかけ等を完全着衣で楽しむAV（1月9日、親父の個撮）
- 温泉でヤってしまった絶倫美少女が僕のデカチンにハマって家までついてきて何度もおねだり中出し（1月9日、DANDY）
- 今からこの大家族全員レイプします ○区白金○ 美園和花 翔田千里 柏木こなつ 木下ひまり 由良かな 沙月恵奈（1月14日、REAL）
- マイクロビキニ姿がいじらしすぎて… 痙攣するほど乳首イキする背伸び盛りのつるぺた生徒と中出し性交（1月14日、BAZOOKA）
- え!? こんな場所でするんですか… もの凄いバキュームフェラチオ たっぷり舌上発射編（1月14日、うさぎ/妄想族）
- 水泳部J系をスポーツ整体モニター騙し撮り! 競泳水着のまま乳首こねくりマッサージでチクイキさせるとヤレるのか!? まさかのビクビク痙攣限界で失禁アクメ理性ブッ飛び勢いで中出しSEX!（1月21日、はじめ企画）
- 143cmミニマム女子大生に変態脚フェチプレイ! パンスト直穿きパイパンマ●コに容赦なくガン突き!（1月28日、オリンポス）
- 性支配を受け入れる無抵抗な美少女たち 快楽 × 超敏感体質 File.20（1月28日、ホームルーム/妄想族）
- 媚薬オイルエステ 乳首責め × エビ反り × 連続痙攣アクメ（2月1日、OFFICE K’S）
- 実写版 スーパーチートミッション～そのエロミッションは必ず達成できる～ 常識改変の傑作シリーズ総販売数100,000部越え（2月4日、MOODYZ）
- とっても小さすぎる女の子【迷子保護のつもりが我慢できずにトイレでイタズラ→後日5人がかりで集団ワイセツ行為】ワレメに巨マラおじさんたちが連続ピストン→失禁止まらず痙攣して動かなくなりました…（2月11日、全日本カメコ協同組合/妄想族）
- おま●この形状まるわかり! 薄いパンツの上からマン汁ぬるぬる透けオナニー 14（2月11日、かぐや姫Pt/妄想族）
- 「おじいちゃんって… おちんちん固くなるのかなぁ～?と思って…」 好奇心旺盛な初孫禁断夜這い（2月18日、姦乱者/妄想族）
- パパ大好き! ママには言えないパパとかなのエッチな日常 由良かな（2月20日、MILK）
- 窓から侵入した男に眠ったままチ●ポを挿入され真昼間から汚されるダッチワイフ女子大生 由良かな（2月20日、Materiall）
- だれとでも定額挿れ放題! 町工場編 月々定額料金さえ支払えば、女性工員でも事務の女の子でも社長の娘でも誰にでも挿れ放題! 2（2月25日、Hunter）
- ねっとりベロチューと乳首舐めで誘惑 涎だらだら淫舌フェラで教師を沼らせる痴女J系 由良かな（3月4日、FunCity/妄想族）
- 初めてのアナル舐められ 恥じらいJ系 由良かな（3月4日、かぐや姫Pt/妄想族）
- ちっぱいレズ 由良かな 皆月ひかる（3月6日、アイエナジー）
- 合宿の夜、こっそり布団の中で何度もイカセてレズに目覚めさせてしまった同級生に数年後… 夫が近くにいるのに密着スロー乳首舐めでレズ返しされた私（3月6日、ナチュラルハイ）
- エロ漫画の様な被害者女性の心の声が聞こえる電車痴漢!! & 時間停止 × 心の声ver特別収録!（3月11日、Hunter）
- 救星戦隊ワクセイバー スペシャル 前編（3月14日、GIGA）
- 悪魔っ子いただき少女 由良かな（3月18日、ドグマ）
- アナルのシワの数までハッキリわかる! ノーモザイク連続絶頂アナル見せオナニー 32（3月20日、アイエナジー）
- 救星戦隊ワクセイバー スペシャル 後編（3月28日、GIGA）[5]
- 「ウチらのオシッコ飲んで」ヤンチャJ系が唾液・汗・体液ぶっかけ! 甘サド聖水ハーレム学園 沙月恵奈 上坂めい 由良かな（4月1日、MOODYZ）
- 触手学園 触手に堕ちた生徒会 倉木しおり 美澄玲衣 由良かな 佐藤ののか 永瀬かれん（4月1日、山と空/妄想族）
- あなたの初ヌード撮らせてください! 素人娘20人の全裸コレクション (5)（4月1日、OFFICE K’S）
- ここから逃がしてもらう為にまだ何も知らない女の子が受け入れた想像を絶する20のこと。由良かな（4月8日、REAL）
- 一人旅で狙われた乳房 レズビアンいいなり温泉旅行 水川潤 由良かな 沙月恵奈（4月8日、ビビアン）
- 『生理前だから誰でもいい! エッチしたい… ※心の声』 クラスメイト女子のビッチな心の声が聞こえる様になったボクはレベル高め女子たちを抱ける様になった!（4月8日、Hunter）
- 妻の女友達2人とヤッては寝て… を繰り返すだけの狂った三日間。ボクの妻が帰省中に妻の友達と浮気セックスしまくりのヤリ部屋となったボクと妻の寝室。（4月8日、Hunter）
- 舐め特化 従順制服少女達を唾液まみれにして汚す。顔面ベッロベロ全身ドッロドロ唾だく中出し交尾。 皆月ひかる 由良かな（4月15日、無垢）
- 宅配ロ●―タ少●調教映像（4月15日、姦乱者/妄想族）
- 【個撮】どこでもフェラ 19 11人（4月22日、かぐや姫Pt/妄想族）
- 由良かな SPECIAL BEST 4時間  (MIX-039)（5月5日、GLAY'z）※単体ベスト
- 女子学生 マル秘 顔舐めレズ接吻狂 ～あどけない少女達が牝獣となって濃蜜に絡みあう禁断の顔舐め密会レズビアン～ 由良かな 雅子りな（5月13日、ビビアン）
- 常にハーレム数珠繋ぎ乱交 男子比率1割! ほぼ女子の修学旅行は2泊3日ハーレム数珠繋ぎ乱交付き!（5月13日、Hunter）
- 大人を見下してナメ腐っている超・生意気メスガキ チ〇ポで徹底的に理解らせてやった。（5月20日、無垢）
- 「恥ずかしいけど…」「エッチな事だってがんばります!」 アイドルオーディション最終選考 合格するためにアイドルの卵とマネージャーが力を合わせて天下ワレメの大一番! 大乱交審査に挑む!（5月22日、オフサイド）
- 『中に出していいよ!』『他に出す所ある?』『どうする? 我慢できる?』 ロングスカート内でこっそり挿入しちゃう小悪魔女子は夜行バス、電車、教室、図書館… 場所を選ばず挿れまくって中出しさせまくって感じまくり!!（5月27日、Hunter）
- 「先生! 私たちの成長した姿見せてあげるね」 以前、手を出してしまった女子生徒からの何発発射しても絶対に許してくれない復讐ハーレム乱交!（5月27日、Hunter）
- 素人娘 × M男君マッチング! 普通の女の子に「痴女ってみて下さい」とお願いしたらM男君に興味津々で「乳首弱いんですか?w」とM性感開発して焦らしまくり顔騎と手コキで金玉空っぽになるまで搾精しても足りず…（6月3日、ゲッツ!! ボンボン/妄想族）
- 怪盗ヴァイオラ VS 小悪魔お嬢様 ふたなり完全敗北物語（6月13日、GIGA）
- オジサンに没頭する発情コスプレイヤー 超敏感大量失禁・お漏らし・ハメ潮オフパコ5SEX 由良かな（6月17日、無垢）
- 月に一度のおじさん宅のお泊り会でお小遣い100円でおしっこ飲ませてくれるつるペタ姪っ子聖水ハーレム 由良かな 皆月ひかる 望月つぼみ（6月17日、MOODYZ）
- おしっこ飲ませ小悪魔痴女姪っ子 小便ぶちまけ飲尿クンニさせられ溺れイキSEX 由良かな（6月24日、グローリークエスト）
- 裏オプを断られた美人エステお姉さんを仕事終わりに待ち伏せ! レズ堕ちするまで付きまとう潮吹きビアン女子大生 VOL.2（6月26日、DANDY）
- 同人ヒロイン 31 ～美少女仮面オーロラ蹂躙地獄～（6月27日、GIGA）

### アダルトVR
- 銭湯の男湯にいたツルペタ女の子の標的にされた僕。 無邪気なマンマン丸出しの痴びっ子に追いかけ回されサウナ室で汗だらだらナマSEX（7月11日、本中）
- え?ホントに18歳!?マッチングアプリで出会った合法ロリっ娘少女は 143cmの無垢っ子… かと思いきや童貞の僕のチ○ポを欲しがる性欲激強のセックス大好き娘だった件（7月22日、unfinished）
- 【小さい女の子特化】公園で遊ぶ○年生かなちゃん 143cm。ろり友達と一緒に声をかけ、こっそり悪戯。そのままヤリ部屋に連れこんで抱っこ座位・駅弁ファックピストン!パンパンパン!（7月24日、ひよこ）
- Wパイパン美少女姉妹丼ぶり 〜久々に田舎に帰った僕と姪っ子たち〜（8月8日、unfinished）
- 教え子マセガキに誘惑される家庭教師の僕（8月31日、TMA）
- 性悪生意気うぶっ娘に種付け徹底指導! 大嫌いな上司に娘の家庭教師を命じられたボクの仕返し。 家庭教師なんてまったくやる気の無いボクを見て「パパに言いつけるよ」「先生は勉強できたの?私より学力無いなら意味ないんだけど」と父娘揃って性格が悪いのかよ…。と落胆していたのも束の間、上司の娘が隠し持っていたエロ本の数々を発見して立場が逆転!毎週末イタズラしまくり中出し放題のスケベ授業でチ○ポ漬けの復讐劇!!（8月31日、Hunter）
- 家庭教師の僕に友達を紹介してくれる教え子（11月1日、unfinished）
- 叔父さん大好きな日焼けっ子と夏休み（11月30日、TMA）
- S-Cute VRフェラチオコレクション 美少女のおしゃぶりが気持ち良すぎる 口内発射8連発!（12月2日、S-Cute）

- 引きこもりの僕の家にやってきた昔から仲の良かった(ヤリマン)クラスメイト2人に弄ばれヤリマンマ○コに何発も精子を中出しさせられたある日!（1月18日、unfinished）
- 私のカラダどこか悪いの…? ボクにだけ優しいカナちゃん、騙して連れ込んでウブまん検査（1月27日、ケイ・エム・プロデュース）
- チラリズムVR ～何気ない日常に存在する背徳感～（3月24日、KMPVR）
- 生意気な義妹を無理やり媚薬チ○ポで即ハメ中出し さらにガンギマったところでもう一発! 悲惨なほど潮吹きまくるキメセク狂い!! 由良かな（4月21日、ナチュラルハイ）
- はじめての口内射精（4月27日、KMPVR）
- 一家洗脳 社長が出張中に美人母娘を催眠術で肉オナホ 家中がイキ汁まみれになるほど完全復讐姦ハーレム 上坂めい 由良かな 春原未来（7月7日、ナチュラルハイ）
- オチ●ポ大好き言いなり美少女セフレイヤーがイチャラブご奉仕 完全受身で無責任ゴム無しナマ中 王様性交 由良かな（9月20日、Cosmo Planets VR）
- 夏休み、僕は日焼けメスガキに童貞を奪われる（9月30日、TMA）
- 教え子クソガキJ●拉致ってキメセク 由良かな（10月18日、P-BOX VR）

- 「ニンゲンのオスはこうすればワシを崇めるのじゃろ?」 二千年ぶりに現世に舞い降りた無知で好奇心旺盛なのじゃロリ女神様! 信仰心を高めるため、ボクのチ●ポをしごいてしゃぶって中出しSEX! 由良かな（1月25日、SODクリエイト）
- 美女8人のケツ穴くぱぁ～を近距離ガン見VR 2（4月10日、P-BOX VR）
- 猛接近限界着エロVR 小悪魔美白小悪魔痴妹が挑発的に迫り来る! 由良かな（4月26日、ハンラシン）
- 周りに声をかけられても… 親子のフリして座位っぱ! つるつる天使にノーパンま○こを見せられ騎乗られちゃった僕（5月10日、ナチュラルハイ）
- 「ギリギリ着エロVR 露出狂の女」 超絶変態コスで見せつけ連続絶頂! 143cm小ギャル痴女が全身鬼晒し! 由良かな（6月21日、ハンラシン）
- 8K オマ●コ ハイレグ食い込みオナニー観察VR（8月7日、P-BOX VR）
- お兄はかなの性奴●。騎乗位マンコでチンポも精子も吸い絞る小悪魔妹の焦らし誘惑 由良かな（8月21日、P-BOX VR）
- いやらしい舌と唾液で全身舐め回し何度も射精に追い込む絶頂痴女風俗 由良かな（9月18日、P-BOX VR）
- 美女8人のケツ穴くぱぁ～を近距離ガン見VR 5（10月9日、P-BOX VR）
- パイズリ! 尻こき! フェラチオ! ノーモザオチ●ポ弄り! ディルドーイカセVR（11月27日、P-BOX VR）

- 【VR集団レ×プ】一家まるごとの女どもを、これから襲います。（1月30日、SODクリエイト）
- 由良かな VR BEST（1月31日、TMA）※単体ベスト

### アダルト配信
- 【身長143センチ】【声優を目指す萌え声】いつかエロアニメに出るときにAVを経験しておきたいと応募してきた声優の卵!ちっちゃいけど好奇心旺盛! ネットでAV応募→AV体験撮影 1882（7月22日、シロウトTV）
- K.Y（7月26日、素人ホイホイLOVER）
- #922 Kana（7月29日、S-Cute）
- 【143cm天使ミニマン美少女降臨】【可愛さあまってエロさ100倍ガチド淫乱!!】【セックスIQ150オーバーの水着SEXおかわり2NN】見た目は可憐な美少女…中身はドビッチ痴女!!性欲持て余したガチ淫乱143cmのミニマム美少女が久しぶりSEXで大興奮&大洪水しお吹き連発!!立ちバックから持ち上げらてピストンされるも逆襲の変幻自在の激ピス騎乗位でジャイアントキリング炸裂2連発!!【ハメ撮りとれちゃいました：11】（7月30日、プレステージプレミアム）
- 【まだまだ未成熟な10代の制服美少女を好き放題ヤル】彼氏とのデートに夢中でパンチラしまくる少女を自宅まで尾行。無防備に晒されるつるぺたボディを堪能後、眠剤を嗅がせて好き放題やらせてもらいました!睡眠姦にて最後は中出しでシメ。【日常盗撮/スカート内盗撮/睡眠姦】（8月1日、しろうとまんまん）※「Kちゃん」名義
- 【福祉系専門学生】19才のごっくん。（8月1日、フクロウ）
- 【中出しドキュメント】身長147cmミニマムロリ18歳 由良かな@ノースキンズ!（8月12日、ノースキンズ）
- マジ軟派、初撮。 1841 【きれいな無毛マ●コ】彼氏と遠距離恋愛中の服飾学生をナンパ!『寂しくて同じ学校の先輩と浮気しちゃって…』ロリくて大人しそうなのにHの最中は思わず大きな声で喘ぎまくっちゃうエロギャップ!（8月16日、ナンパTV）
- 【143cmミニマン美少女の秘密のパパ活】【限りなくアウツなセーフのデンジャーま●こナマちん挿入!!】【キツキツちびロリまんバイブ挿入でケイレン絶頂2NN】ミニマン美少女が緊張P活…!!対面当初は態度も表情もマ○コもガチガチ!!か〜ら〜の!!電マ自慰披露からの!!きつきつ電マ挿入でケイレン絶頂!!手マン潮もまき散らす大乱れっぷり!!完ヌレろ●マンひくつきデカちん欲しくて濃厚サービス素股でセルフ事故なま挿入でノンストップ2NN!!【ハメ撮りしちゃいました：07】（8月19日、プレステージプレミアム）
- かなちゃん（8月20日、俺の素人-Z-）
- JK見学覗き部屋 //元子役→ジュニアアイドル 高給目当てで風俗落ち 私立高校 ミニ系清楚ビッチ パイパン//（8月20日、貴族のお遊び）
- かなちゃん（9月2日、素人ペイペイ）
- かな（9月11日、素人ムクムク）
- 新●区KY生（9月25日、路地裏ぱんぱん）
- 143cmのランドセル卒業したてにしか見えない女の子。童顔過ぎて完全におさわりまんこっちです案件な制服子に、中年の性欲をピストンに乗せて注ぎこんできました。（10月2日、しろうとまんまん）
- かなちゃん（10月22日、俺の素人-Z-）
- かなちゃん（11月6日、浮遊僧）
- Aちゃん&Kちゃん（12月1日、素人ペイペイ）※「Kちゃん」名義

- かな（1月20日、ホームメイド）
- 絶対に手を出してはいけないひよこ女子に媚薬まみれの極悪チ○コで鬼イラマチオ。そして… 食べごろに育った姪っ子姉妹 特別編（1月22日、ひよこ）
- 都②【個人撮影】黒髪の正統派美小女とP活※幼すぎる見た目の娘なので所持は自己責任でお願いします。（1月27日、インディ）
- かな & なるみ（2月1日、素人ペイペイ）
- かな（2月23日、素人ナンパバラエティ）
- かなさん（4月1日、俺の素人-Z-）
- 渡辺さん（4月1日、素人ペイペイ）
- カナ (hibr034)（4月6日、日払いちゃん）
- 俺専用肉便器 Kちゃん（5月1日、素人ペイペイ）
- かおる (hame0009)（5月25日、シロハメ）
- かな（5月26日、おっぱいちゃん）
- 『IKUNA#2.0 』身長140cmGAMANKO最幼対決! 合法JIPOミニマム級女王決定戦! 「奇跡のリアル妖精 神の贈り物」工藤らら vs「魂の人生2回目感 無想転生小悪魔ガール」由良かな 絶頂決戦! いつもイキ潮まくるAVスター競演＜イキガマン狂い＞ イキガマンの果てに手にする絶頂は恍惚か! 失神か! 失禁か! 最高の絶頂女王は誰だ!（6月2日、BOTAN）
- かな (erofc181)（6月29日、恋愛カノジョ）
- K156ちゃん（8月11日、蜃気楼）
- 甘声ミニマム彼女と新宿デート♪︎ 途中見かけた公衆トイレに連れ込んでサクッとフェラ抜き! きったねぇトイレでクッソ可愛いロリちゃんの見上げフェラは背徳感ヤバいwww ホテルでダラダラ酒飲んだら、細い体が壊れるくらいパンパン突きまくって、ミニマンの最深部に中出し!! ドロッと溢れる精子の量が気持ちよさの証拠ですwwww かな 20歳 専門学生（8月24日、VLog Diary）
- リフレの天使 K（9月5日、素人ペイペイ）
- かな (pchn085)（9月15日、ピクチン）
- ゆらっち（10月6日、E★素人DX）
- かな（10月11日、ときわ映像）
- かな 2（10月11日、ときわ映像）
- パ●活女子 Y & M（10月15日、ギガンテス）
- R大学リクスー就活生 K (oremo044)（10月18日、俺の素人-Z-）
- Kさん (ore965)（10月20日、俺の素人）
- セフレ女子2人（11月5日、路地裏ぱんぱん）
- かなちゃん & ことちゃん（11月28日、素人ムクムク-W-）
- カナちゃん (ore979)（11月29日、俺の素人）
- あいり (g667)（12月8日、Girl’s Blue）
- 元友だち H & K (oremo085)（12月8日、俺の素人-Z-）
- かにゃみ (sdtx006)（12月13日、マスク素人）
- 愛梨（12月14日、HAPPY FISH）
- まな (srsy077)（12月15日、しろうと乱交サークルの刃）
- まな 2 (srsy078)（12月22日、しろうと乱交サークルの刃）

- H & K（1月1日、素人ペイペイ）
- ゆら (sqb242)（2月2日、シロウト急便）
- かなこちゃん (endx468)（2月2日、E★ナンパDX）
- かな (maj009)（2月9日、暗暗）
- かな (yss112)（4月6日、やり狂う! スケベなセフレ達）
- かな (spay402)（5月1日、素人ペイペイ）
- かな (koukai096)（5月18日、あの素人娘のエッチの仕方を公開します。）
- かなちゃん (oreco717)（5月22日、俺の素人-Z-）
- 佳奈さん（5月30日、女ひとり、一人飲み。）
- かな (omsk192)（6月6日、御茶ノ水素人研究所）
- かな (oreco802)（8月8日、俺の素人-Z-）
- かな (rabi025)（8月9日、ラブラビッツ）
- 【ハメ潮イキ潮びっちゃびちゃw】 ダンスで鍛え上げたキツマンが締まり良すぎて即発射ww 143cmミニマムコスプレ美少女(19)と背徳SEX3回戦!! ゆりゆり（8月23日、まんまんランド）
- かな 2 (rabi026)（9月6日、ラブラビッツ）
- 【おほイキ】中出しされて痙攣しながら潮吹いてイキ散らす裏垢JD(19)がヤバすぎた ゆり（9月11日、まんまんランド）
- 顔出し【個人撮影】顔だけでシコれる程の激カワおま●こちゃん_中出しされて落ち込んでいる姿も可愛かったですw（9月20日、インディ）
- あかり & かな (smus046)（10月2日、素人ムクムク-塩-）
- A & K (smuw030)（10月10日、素人ムクムク-W-）
- かなちゃん (smuh032)（10月25日、素人ムクムク-痴-）
- かな (yose027)（11月2日、妖精ムックムック）
- かなちゃん (uinac024)（11月2日、ハメドリネットワークSecondEdition）
- かな (yose031)（11月20日、妖精ムックムック）
- 【裏垢女子ハメ撮り録】 143cmのちっぱい美少女を個人撮影 痙攣絶頂し大量潮吹きww 小さなおま○こに大男4人で種付け中出し!! はいじ（12月2日、まんまんランド）
- かなちゃん (orena052)（12月29日、俺の素人）
- かな (fami014)（12月30日、ファミリープラン）

- かなさん (dots042)（1月20日、裏垢ドットえす）
- 身長143cmの小悪魔ギャル娘、りりりちゃんとヤリまくり! 宅飲み後の3Pハードプレイ! りりり（1月27日、まんまんランド）
- かなチャン (srgt125)（2月7日、しろうとガチャ）
- かなチャン 2 (srgt126)（2月7日、しろうとガチャ）
- ゆら (garea689)（3月6日、G-AREA）
- ひかる & かな (smuw034)（3月13日、素人ムクムク-W-）
- かなちゃん (skho160)（3月16日、シロウト速報）
- かな (syuk001)（3月20日、宿題ちゃん）
- かな (smuc139)（4月5日、素人ムクムク-夢中-）
- かなちゃん (hmpr010)（4月13日、ハメプラ!）
- アプリで出会ったお金大好き激美女ニートと自宅個撮! 目を疑うほどの低身長貧乳BODY! ツルツルの無毛に背徳感MAXの大量中出し! なっぴ（3月25日、まんまんランド）
- FC2PPV 4678049【80分超え4K高画質特典】『日本が誇る”令和のアイドル”』超最上級18歳美女に3連続ゴム無し生中出し。オリジナルリアル個撮初公開。※数量限定販売（5月1日、THEプレミアム）
- 【永久保存版!! メスガキ美少女】143cm♀と182cm♂圧倒的体格差セックス！S級水着美少女にイラマ! 駅弁! 種付けプレス!! 大洪水8スプラッシュのイキ潮生ハメ中出しSUMMER【海ナンパ】 ゆるり（5月14日、まんまんランド）
- kanaちゃん (smuh059)（5月15日、素人ムクムク-痴-）

### イメージDVD / BD
◎はBD版発売作品。
- ゆらり、おさんぽ。 由良かな（2023年11月28日、oldman par）◎

### 写真集
- 由良かな写真集『ゆらり、おさんぽ。』（2024年6月7日、ジーウォーク、撮影：太田清隆）ISBN 978-4-86717-643-6 [6]

### デジタル写真集
2022年
- えっちなおまじない（9月28日、マーキュリー）

2023年
- Smile!! 由良かな（10月20日、プレステージ出版、撮影：渡辺凌）※【グラビア写真集】と【ヌード写真集】の2種類あり。
- れいむ 由良かなvol.01～vol.04（12月22日、ジーウォーク、撮影：太田清隆）

2025年
- LOVEPOP デラックス 由良かな 001（1月13日、ラビリンス）
- LOVEPOP デラックス 由良かな 002（1月26日、ラビリンス）

## 出演

### ラジオ
- 紗倉まなとニューヨークのマジックミラーナイト（2022年7月31日,8月7日、文化放送）[7][8]

### テレビドラマ
- 桃色探訪〜伝説の風俗〜　第11弾（2023年7月29日、チャンネルNECO）[9]

### ウェブドラマ
- 救星戦隊ワクセイバー スペシャル（2025年2月14日 - 、GIGA特撮チャンネル） - 麗美聖ハイプ＝ミラ 役

### YouTube
- 【A○女優】カタカナ言ったら即脱衣ハンバーグ作りしたらアホすぎたWWWWWWW（2022年11月5日、皆瀬あかり）
- 仲良しなA○女優になら何しても怒られない説【ドッキリ】（2022年11月12日、皆瀬あかり）
- 【生配信】爆誕！GRAmov祭!!【後半】（2022年12月14日、GRAmov）

### イベント
- アニクラTMA13 ～渋谷のウサギの庭に集まれバニー!!～（2024年11月2日、東京・渋谷 CLUB CAMELOT）※クラブイベント。撮影タイムのモデルとテキーラガールを担当[10]。
- GIGAスーパーヒロインライブ Vol.24（2025年1月11日、東京・from scratch）- セーラーペティート/リリーポップ 役[11]

### 音楽イベント
- 楽演祭 vol.24 GW前SP（2023年4月26日、東京・池袋LIVE INN ROSA）[12]
- 楽演祭 vol.33（2024年10月30日、東京・池袋LIVE INN ROSA）[13]